# استفانی لانگ
استفانی لانگ (زاده ۳۰ دسامبر ۱۹۸۸ - نام هنری DYLN)، هنرمند، ترانه‌سرا و تهیه‌کننده کانادایی پاپ/آران‌بی است که در لس آنجلس، کالیفرنیا زندگی می‌کند.
لانگ در سال ۱۹۸۸ در نانایمو در جزیره ونکوور در بریتیش کلمبیا به دنیا آمد. طلاق پدر و مادرش در پنج سالگی او را بر آن داشت تا برای دلداری مادرش در زمان جدایی نامه بنویسد.

## آهنگ‌شناسی

### تک آهنگها
| عنوان             | جزئیات                                                                      |
| ----------------- | --------------------------------------------------------------------------- |
| "چیزهای بهتر"     | - تاریخ انتشار: ۳ مارس ۲۰۱۷ - برچسب: خود آزاد شده - فرمت: دانلود دیجیتال    |
| "نگه دار"         | - تاریخ انتشار: ۷ ژوئن ۲۰۱۷ - برچسب: خود آزاد شده - فرمت: دانلود دیجیتال    |
| "رنگ ها"          | - تاریخ انتشار: ۱۰ نوامبر ۲۰۱۷ - برچسب: خود آزاد شده - فرمت: دانلود دیجیتال |
| "به من نیاز داری" | - منتشر شده: ۲۶ ژوئن ۲۰۲۰ - برچسب: خود آزاد شده - فرمت: دانلود دیجیتال      |

### نمایشنامه‌های تمدید شده
| عنوان               | جزئیات                                                                   |
| ------------------- | ------------------------------------------------------------------------ |
| فصل اول: حقیقت      | - منتشر شده: ۲ نوامبر ۲۰۱۸ - برچسب: خود آزاد شده - فرمت: دانلود دیجیتال  |
| فصل ۲: پوشش نقره ای | - منتشر شده: ۱۷ می ۲۰۱۹ - برچسب: خود آزاد شده - فرمت: دانلود دیجیتال     |
| استف لانگ_۰۲        | - منتشر شده: ۳۰ دسامبر ۲۰۲۰ - برچسب: خود آزاد شده - فرمت: دانلود دیجیتال |

### آلبوم‌های استدیویی
| عنوان | جزئیات                                                              |
| ----- | ------------------------------------------------------------------- |
| حلقه  | - منتشر شده: ۱۵ نوامبر ۲۰۱۹ - برچسب: مستقل - فرمت‌ها: دانلود دیجیتال |

## آهنگ‌های فیلم و تلویزیون
- "مثل آن" - تقریباً خانوادگی / اپیزود خلبانی
- "Face The Arrows" – VH1's Black Ink Crew" / قسمت ۵۱۴
- "قوی تر" – "Black Ink Crew" VH1 / قسمت ۵۰۶
- "عروسک کاغذی" - LA Complex قسمت ۲۱۲
- "قطار گلوله" - Degrassi قسمت 1217[۵]
- "Diamonds" – Degrassi Episode "Love Lockdown Part 2"[۶]
- "Straitjacket" – Degrassi Episode "In Your Eyes", فصل 9 Ep. 18[۶]
- "همه برای تو" – Degrassi قسمت ۱۳۱۱
- "Overdrive" – Degrassi قسمت ۱۳۲۶
- "آسیب پذیر" - آبی تازه‌کار قسمت 11[۶]
- «همه این زمان» - بهترین سالها[۷]
- «تو باعث می‌شوی بخواهم پرواز کنم» - خطوط هوایی دلتا[۸]
- کمپین "Give A Little Bit" – CTV BC "Making a Difference"[۹]
- "Going Places" – Beauty and the Beast شماره 308[۱۰]

## ویژگی‌های آوازی
- "آخرین شانس" – Kaskadeکاسکید – آلبوم نامزد جایزه گرمی جو
- "Rollin '" – Ish ft. Stef Lang) – Warner Music Group
- "آگاهی عشق" – دلریوم – موزیک باکس اپرا
- " Chrysalis Heart " – Delerium – Music Box Opera
- "همه این زخم ها" - ایلان بلوستون و بی تی (فوت در Anjunabeats Worldwide05)
- "آسان" - دوک و جونز

## ظواهر
- ۲۰۰۹ - کافه موسیقی کانادا در جریان TIFF (جشنواره بین‌المللی فیلم تورنتو)
- ۲۰۱۰ - NXNE (شمال به شمال شرقی) (تورنتو)
- 2010 - CMJ (ژورنال موسیقی کالج) (نیویورک)
- ۲۰۱۱ - جوایز موسیقی رادیو کانادا (تورنتو)
- ۲۰۱۱ - نمایشگاه در هفته موسیقی کانادا (تورنتو)
- ۲۰۱۳ - جلسه آکوستیک نمایشی و CMF در هفته موسیقی کانادا (تورنتو)
- ۲۰۱۸ - نمایشگاه جنوب با جنوب غربی
- لانگ برای کینان، فی‌فی دابسن, سیمپل پلن, ران سکسمیت, متیو گود, شاون دسمن و سام ۴۱ باز شده‌است.

### موفقیت رادیویی
- «آقای نابالغ» - شماره ۵ در جدول بیلبورد برای هنرمند نوظهور کانادایی[۱۱]
- "Slave 2 Love" – نمودار موسیقی آمریکایی – کانادا: HOT AC; شماره ۱۲ در رادیو اصلی
- "Rollin '" Ish - 2012 - Canadian Hot 100، در رتبه ۵۹ قرار گرفت
- "عروسک کاغذی" - ۲۰۱۲ - شماره ۱ بیشترین آهنگ اضافه شده در رادیو کانادا